# Donald Edward Machholz
Donald Edward Machholz, ameriški ljubiteljski  astronom, * 7. oktober 1952, Portsmouth, Virginija, ZDA, †  9. avgust 2022.

## Delo
Donald Machholz je eden izmed najuspešnejših iskalcev kometov v Združenih državah Amerike. Živi in dela v Colfaxu v Kaliforniji, ZDA. Do konca leta 2004 je odkril 10 kometov vključno s kometoma Machholz 1 (96/P Machholz 1) in 141P/Machholz. Zadnje njegovo pomembno odkritje je bilo odkritje neperiodičnega kometa C/2004 Q2, ki je bil dobro viden v binokularjih v letu 2004 in 2005.
Donald Machholz je tudi eden izmed predlagateljev za tekmovanja v opazovanju Messierjevih teles, ki se imenuje Messierjev maraton. V tem tekmovanju je cilj tekmovalcev najti čim več teles iz Messierjevega kataloga. Tekmovanje se imenuje po francoskem astronomu Charlesu Messierju (1730 – 1817).

## Pregled odkritih kometov
| Komet         | Ime kometa                 | Druga imena                        | Datum odkritja     | Datum prehoda prisončja |
| ------------- | -------------------------- | ---------------------------------- | ------------------ | ----------------------- |
| C/1978 R3     | Machholz                   | 1978 XIII, 1978l                   | 12. september 1978 | 13. avgust 1978         |
| C/1985 K1     | Machholz                   | 1985 VIII, 1985e                   | 27. maj 1985       | 28. junij 1985          |
| 96P/Machholz  | Machholz 1                 | 1986 J2, 1991 XII, 1986e, 1986 VII | 12. maj 1986       | 23. april 1986          |
| C/1988 P1     | Machholz                   | 1988 XV, 1988j                     | 6. avgust 1988     | 17. september 1988      |
| C/1992 F1     | Tanaka-Machholz            | 1992 X, 1992d                      | 31. marec 1992     | 22. april 1992          |
| C/1992 N1     | Machholz                   | 1992 XVII, 1992k                   | 2. julij 1992      | 10. julij 1992          |
| C/1994 N1     | Nakamura-Nišimura-Machholz | 1994 XX, 1994m                     | 6. julij 1994      | 12. julij 1994          |
| 141P/Machholz | Machholz 2                 | 1994 XXVI, 1994o                   | 13. avgust 1994    | 18. september 1994      |
| C/1994 T1     | Machholz                   | 1994 XXVII, 1994r                  | 8. oktober 1994    | 2. oktober 1994         |
| C/2004 Q2     | Machholz                   |                                    | 27. avgust 2004    | 24. januar 2005         |